# Clynelish Single Malt
Clynelish Single Malt is een single malt whisky, geproduceerd in de Clynelish Distillery in Brora, Sutherland in de Schotse Hooglanden.
De distilleerderij is in 1819 opgericht door de Markies van Stafford. De huidige eigenaar is Diageo.

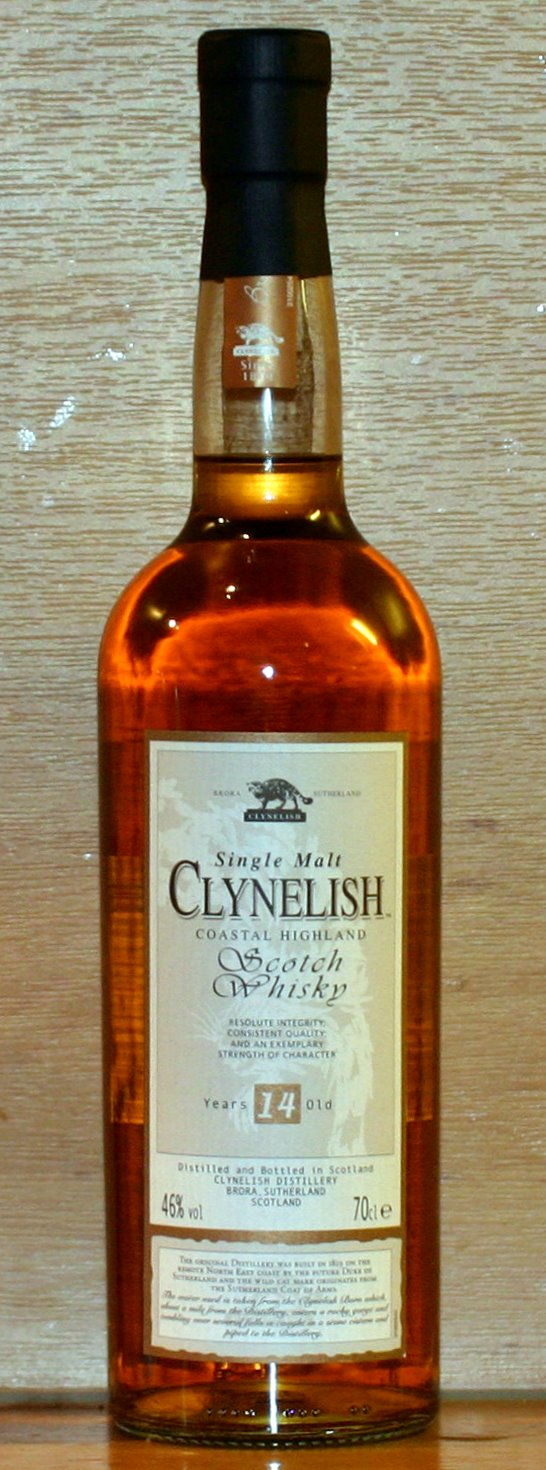
Clynelish Single Malt 14 jaar

Een aantal producten uit de distilleerderij:
- Clynelish 14 Years, 46.0%
- Clynelish 1982 Cask Strength 57.7%
- Clynelish 22 Years Old, 58.95%
- Brora Aged 21 Years, 56.9%